# قشلاخ مله (سقز)
قرية قشلاخ مله (بالكردية: قشڵاخ ملە) هي إحدى القرى التابعة لـخورخوره في ريف قسم زيويه من مقاطعة سقز، في محافظة كردستان الإيرانية.

## السكان
حسب إحصاءات سنة 2006، بلغ إجمالي السكان في قشلاخ مله 159 نسمة وعدد المساكن 25 مسكن. لغة سكان قشلاخ مله هي اللغة الكردية و هم من أهل السنة والجماعة والمذهب الشافعي.